# Default gateway
Default gateway eller standardgateway är den standardväg trafik ska skickas till när inget bättre vägval till mottagaren finns.
I till exempel IP behöver varje router en routingtabell över hur den hittar till andra nät än det egna. Standardgateway är den sista utvägen, om ingen av de andra matchar. Det är till standardgatewayen trafik skickas för vidare transport till mottagaren. Standardgateway används av både datorer och nätverksutrustning som routrar.
För att visualisera vilken väg nätverkstrafiken skickas kan man använda funktionen traceroute. I Unixbaserade operativsystem heter programmet för detta ofta traceroute eller det närbesläktade tracepath. I Windowsvärlden heter programmet tracert. Default gateway är aldrig samma som broadcast adressen man får av sin leverantör. 
Vanligen är standardgateway den näst första eller näst sista adressen i aktuellt nät.